# Stratocumulo
In meteorologia  lo stratocumulo (in latino stratocumulus, abbreviazione Sc) è una nube bassa e scura, simile agli strati ma caratterizzata da ammassi tondeggianti, di colorazione grigio scuro, la cui grandezza apparente è pari o superiore a 5 gradi sessagesimali.

## Caratteristiche
Lo spessore degli stratocumuli è compreso tra 500 m e 1500 m. Nel caso siano poco spessi possono presentare iridescenze o corone. Altri fenomeni ottici si verificano in condizioni di gran freddo. In tali casi gli stratocumuli saranno composti da cristalli di ghiaccio (nonostante la bassa quota di formazione) che possono dar origine a una caratteristica supplementare: la virga. Queste ultime possono originare aloni. Gli stratocumuli nelle località costiere subtropicali si spostano dall'oceano verso le zone interne della terraferma.
Spesso questo genere di nube è associato al passaggio di un fronte caldo che causa il sollevamento della più leggera aria calda; quando quest'ultima arriva alla saturazione può verificarsi una moderata instabilità al livello della nube, provocando il lieve sollevamento di quest'ultima.
Precipitazioni associate agli stratocumuli sono possibili ma sempre in forma leggera e generalmente di breve durata.

## Specie
- Stratocumulus castellanus (Sc cas)
- Stratocumulus floccus (Sc flo)
- Stratocumulus lenticularis (Sc len)
- Stratocumulus stratiformis (Sc str)
- Stratocumulus volutus (Sc vol)

## Varietà
Gli stratocumuli possono presentarsi in una o più delle stesse sette varietà riscontrabili negli altocumuli, ossia:
- Stratocumulus duplicatus (Sc du)
- Stratocumulus lacunosus (Sc la)
- Stratocumulus perlucidus (Sc pe)
- Stratocumulus radiatus (Sc ra)
- Stratocumulus translucidus (Sc tr)
- Stratocumulus undulatus (Sc un)